# 健全醗酵
日本酒における健全発酵（けんぜんはっこう）とは、製法上の概念の一つで、人為的もしくは非人為的に並行複発酵が阻害されることなく、ほんらいの酵母が自然に持っている力が十全に活かされてのびのびと発酵を遂げることをいう。

## 概要
生酛系（きもとけい）のように、自然の酵母の力をそのまま活かして造る伝統的な製法においては特に重要な概念となる。なぜならば、アルコール添加のように近代的な工程を加えないため、健全発酵したか否かによって製成酒の質が直結的に決まってくるからである。逆にいえば、近代的な工程を加えた製法では、たとえ多少の不健全発酵をしても、その酒蔵の方針によっては、あとで他の工程を付加することにより酒質を微調整できる余地もある、ということである。

## 健全発酵した酒質
発酵の工程で醪には酸が生じるが、健全発酵によって生じた酸はすっきりとしたきれいな旨味として感じられる。

逆に、不健全発酵によって生じた酸は、酸味というよりも「すっぱい」苦味、エグ味、舌になじんでこないゴワゴワとした不快さとして感じられる。

## 健全発酵にならない原因
健全発酵にならないことを不健全発酵という。

安全醸造が保証される以前の日本では、火落菌による腐造が主な原因であったが、昨今の醸造環境においていうならば、醪や温度の管理のまずさからくる酸化、好ましくないタイミングでアルコール添加を行なってしまったことによる酵母の人為的死滅などが挙げられる。

なお、生酛系の造りを名乗る酒のなかで、不健全発酵により腐造寸前の危ない酸味、飲みにくいエグ味を帯びた製成酒を蔵人言葉で鼠渡り（ねずみわたり）という。かろうじて腐造しないで売れる範囲の酒にもちこんだ、という意味である。